# Scytopetalum
Scytopetalum es un género con ocho especies de plantas de flores perteneciente a la familia Lecythidaceae. 

## Especies
- Scytopetalum brevipes
- Scytopetalum duchesnei
- Scytopetalum kamerunianum
- Scytopetalum klaineanum
- Scytopetalum latifolium
- Scytopetalum pierreanum
- Scytopetalum tarquense
- Scytopetalum tieghemii